# Старопетровка
Старопетровка (укр. Старопетрівка) — село,
Новопетровский сельский совет,
Бердянский район,
Запорожская область,
Украина.
Код КОАТУУ — 2320684503. Население по переписи 2001 года составляло 998 человек.

## Географическое положение
Село Старопетровка находится на левом берегу реки Берда,
выше по течению на расстоянии в 5 км расположено село Осипенко,
ниже по течению на расстоянии в 1 км расположено село Новопетровка,
на противоположном берегу — село  Нововасилевка (Бердянский городской совет).

## Объекты социальной сферы
- Школа.